# Beau Willimon
Beau Willimon (ur. 26 października 1977 w Alexandrii) – amerykański dramaturg i scenarzysta

## Życiorys
Beau Willimon urodził się w Saint Louis. Uzyskał dyplom wyższej uczelni John Burroughs School w 1995 r., licencjat Uniwersytetu Columbia w 1999 r. i tytuł magistra dramatopisarstwa wydziału sztuki tegoż uniwersytetu.
W 1998 r. pracował jako wolontariusz w kampanii demokraty Charlesa Schumera w wyborach do Senatu Stanów Zjednoczonych, co doprowadziło go do współpracy z Hillary Clinton, Billem Bradleyem i Howardem Deanem.
Willimon studiował też na Juilliard School, gdzie napisał sztukę Farragut North, która została zekranizowana jako Idy marcowe. Razem z George'em Clooneyem i Grantem Heslovem został nominowany do Oscara za najlepszy scenariusz adaptowany.
W 2012 r. napisał scenariusz serialu House of Cards, amerykańskiej adaptacji serialu BBC pod tym samym tytułem. Serial wyprodukowała firma Media Rights Capital, a w główne role zagrali Kevin Spacey, Robin Wright, Kate Mara, Corey Stoll, Michael Kelly i Constance Zimmer. Serial miał premierę na platformie Netflix w 2013 r.